# Nicola Ciccolo
Nicola Ciccolo (nascut el 10 de setembre de 1940 a Tàrent) és un exfutbolista professional i posteriorment entrenador italià retirat.